# Mussidan
Mussidan est une commune française située dans le département de la Dordogne, en région Nouvelle-Aquitaine. De 1801 à 2015, la commune était le chef-lieu du canton de Mussidan.
S'étendant sur 3,85 km2, c'est la deuxième commune la moins étendue du département, après Monpazier.

## Géographie

### Généralités
Dans l'ouest du département de la Dordogne, la commune de Mussidan est située dans le Périgord blanc, sur la rive gauche de l'Isle, à sa confluence avec la Crempse. C'est une commune urbaine, ville-centre de l'unité urbaine de Mussidan et qui était incluse jusqu'en 2019 dans l'aire urbaine de Mussidan. D'une superficie inférieure à 4 km2, c'est l'une des plus petites communes du département.
Elle est bordée au nord par l'Isle et arrosée par son affluent, la Beauronne.
En bordure de la (RD) 6089 et à l'intersection des RD 20, 38 et 709E1, la ville de Mussidan se situe, en distances orthodromiques, onze kilomètres au sud-ouest de Neuvic et seize kilomètres à l'est de Montpon-Ménestérol.
La commune est également desservie par la RD 709 et par la ligne ferroviaire Bordeaux - Périgueux en gare de Mussidan. Au nord-ouest, la voie ferrée sert de limite territoriale sur un kilomètre et demi entre Mussidan et Saint-Médard-de-Mussidan.
À quatre kilomètres au sud du centre-ville par la route, l'échangeur-péage no 13 de l'autoroute A89 dit « de Mussidan » est en fait situé sur la commune des Lèches.
| - OpenStreetMap Limite communale. |

### Communes limitrophes
Mussidan est limitrophe de cinq autres communes.
|                          | Saint-Front-de-Pradoux | Sourzac  |
| Saint-Médard-de-Mussidan | Mussidan               |          |
|                          | Les Lèches             | Bourgnac |

### Géologie et relief

#### Géologie
Situé sur la plaque nord du Bassin aquitain et bordé à son extrémité nord-est par une frange du Massif central, le département de la Dordogne présente une grande diversité géologique. Les terrains sont disposés en profondeur en strates régulières, témoins d'une sédimentation sur cette ancienne plate-forme marine. Le département peut ainsi être découpé sur le plan géologique en quatre gradins différenciés selon leur âge géologique. Mussidan est située dans le quatrième gradin à partir du nord-est, un plateau formé de dépôts siliceux-gréseux et de calcaires lacustres de l'ère tertiaire.
Les couches affleurantes sur le territoire communal sont constituées de formations superficielles du Quaternaire et de roches sédimentaires datant pour certaines du Cénozoïque, et pour d'autres du Mésozoïque. La formation la plus ancienne, notée c5e, date du Campanien 5, des calcaires bioclastiques jaunâtres à rudistes, orbitoides media, Larrazetia, calcaires gréseux jaunes à grands silex versicolores, lumachelles à huîtres. La formation la plus récente, notée CFp, fait partie des formations superficielles de type colluvions indifférenciées de versant, de vallon et plateaux issues d'alluvions, molasses, altérites. Le descriptif de ces couches est détaillé dans  les feuilles « no 781 - Montpon-Ménestérol » et « no 782 - Mussidan » de la carte géologique au 1/50 000 de la France métropolitaine, et leurs notices associées,.

Carte géologique de Mussidan.

#### Relief et paysages
Le département de la Dordogne se présente comme un vaste plateau incliné du nord-est (491 m, à la forêt de Vieillecour dans le Nontronnais, à Saint-Pierre-de-Frugie) au sud-ouest (2 m à Lamothe-Montravel). L'altitude du territoire communal varie quant à elle entre 42 mètres et 106 mètres,.
Dans le cadre de la Convention européenne du paysage entrée en vigueur en France le 1er juillet 2006, renforcée par la loi du 8 août 2016 pour la reconquête de la biodiversité, de la nature et des paysages, un atlas des paysages de la Dordogne a été élaboré sous maîtrise d’ouvrage de l’État et publié en octobre 2020. Les paysages du département s'organisent en huit unités paysagères,. La commune est dans l'unité paysagère de la « Vallée de l'Isle », qui présente un profil contrasté : une vallée relativement encaissée, aux coteaux affirmés, dominant le fond de vallée de 60 à 80 m en amont de Mussidan, une vallée plus élargie en aval avec un fond de vallée plat, large de 1,5 à 2 km. À la fois agricole et urbanisée, elle est parcourue par de nombreuses voies de communication,.
La superficie cadastrale de la commune publiée par l'Insee, qui sert de référence dans toutes les statistiques, est de 3,85 km2,,. La superficie géographique, issue de la BD Topo, composante du Référentiel à grande échelle produit par l'IGN, est quant à elle de 3,82 km2.

### Hydrographie

#### Réseau hydrographique
La commune est située dans le bassin de la Dordogne au sein du Bassin Adour-Garonne. Elle est drainée par l'Isle et la Crempse, qui constituent un réseau hydrographique de 5,5 km de longueur totale,.
L'Isle, d'une longueur totale de 255,29 km, prend sa source dans la Haute-Vienne dans la commune de Janailhac et se jette dans la Dordogne — dont elle est le principal affluent — en rive droite face à Arveyres, en limite de Fronsac et de Libourne,. Elle borde la commune au nord sur un kilomètre et demi, face à Saint-Front-de-Pradoux.
La Crempse, d'une longueur totale de 26,22 km, prend sa source à Beauregard-et-Bassac et se jette dans l'Isle en rive gauche dans la commune, au nord-ouest de la halle, face à Saint-Front-de-Pradoux,. Elle traverse le territoire communal du sud-est au nord sur plus de deux kilomètres, en plusieurs bras.

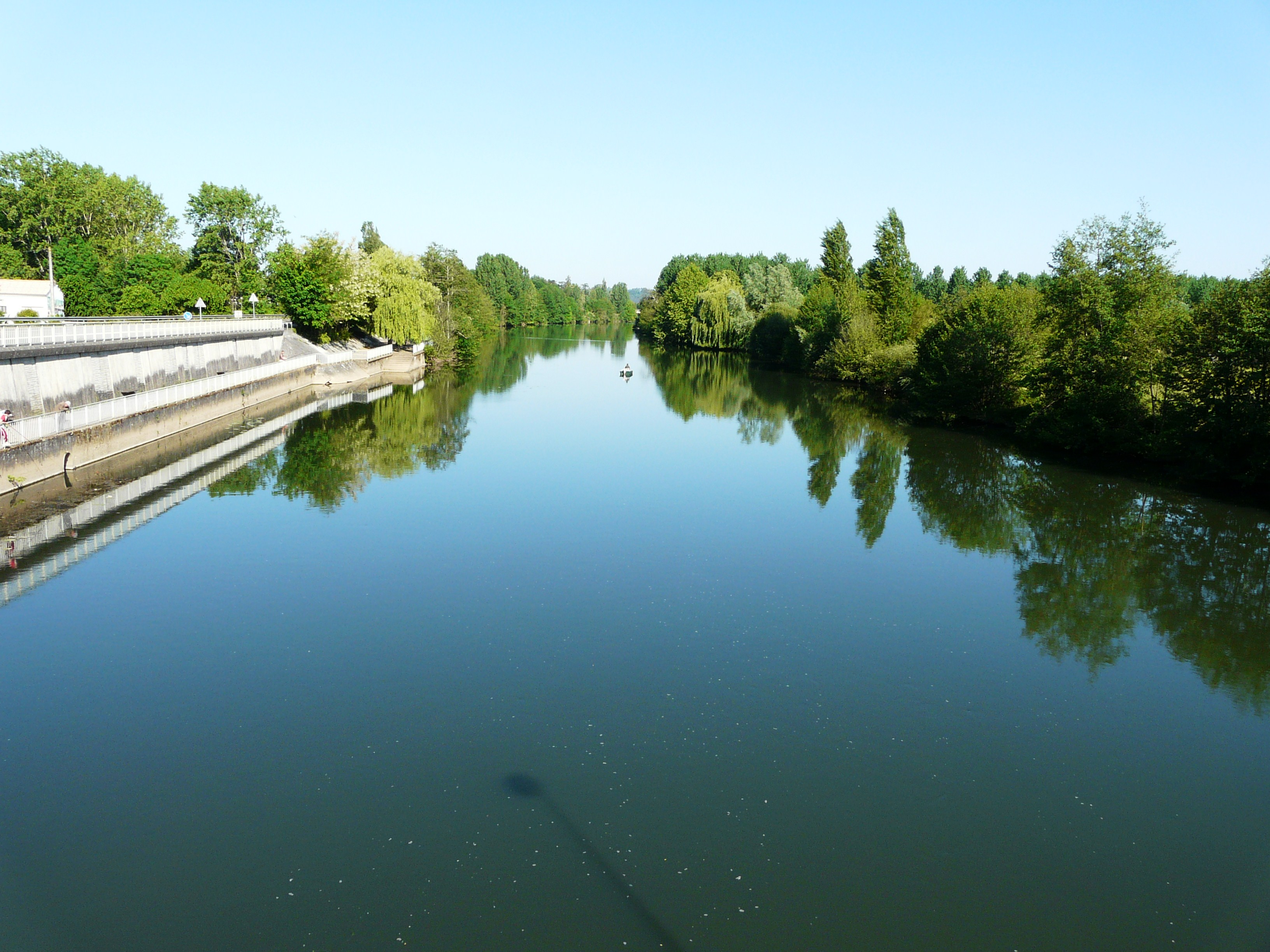
L'Isle en limite de Mussidan (à gauche) et Saint-Front-de-Pradoux.
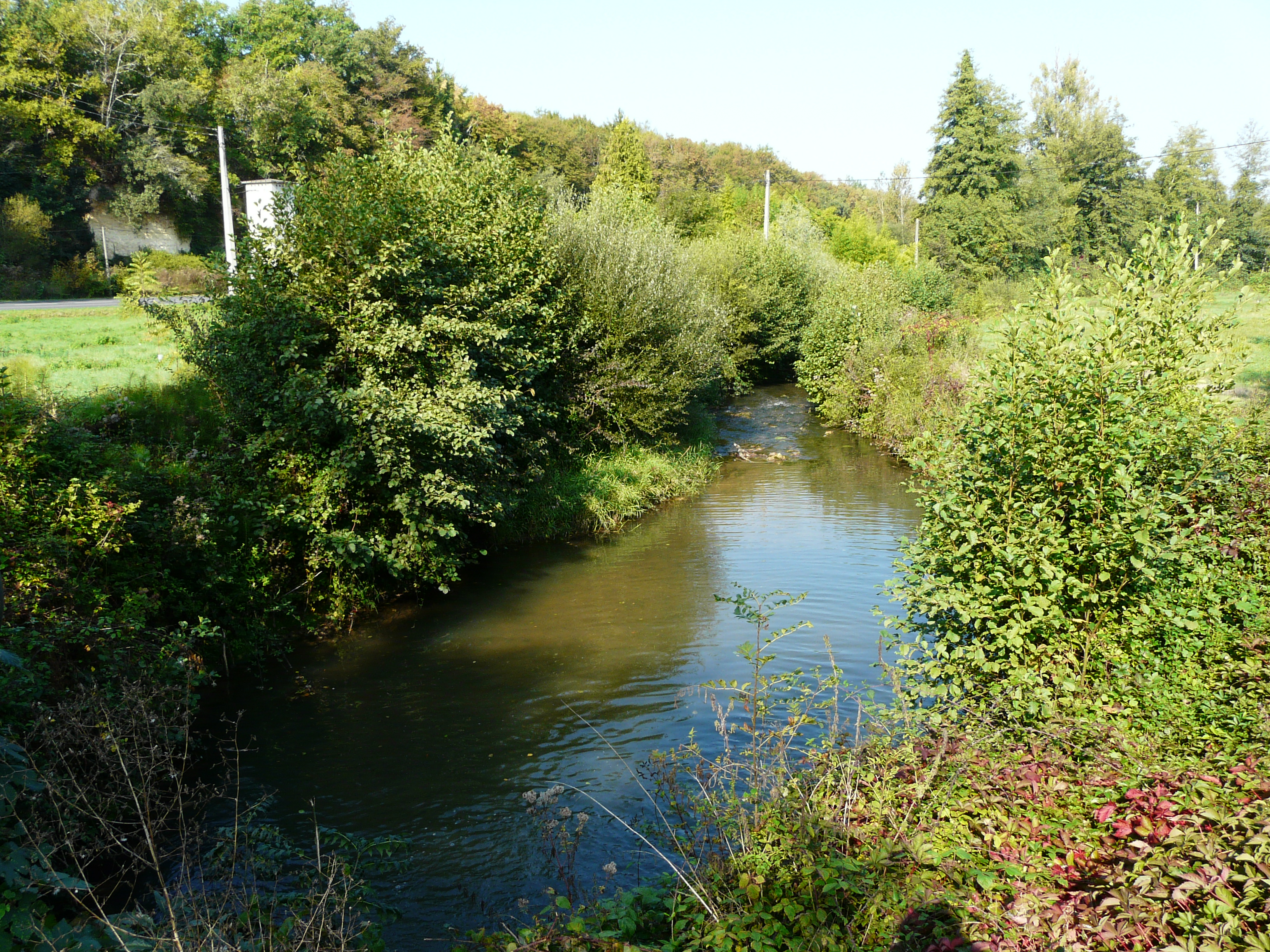
La Crempse au moulin du Pic.
Réseaux hydrographique et routier de Mussidan.

#### Gestion et qualité des eaux
Le territoire communal est couvert par le schéma d'aménagement et de gestion des eaux (SAGE) « Isle - Dronne ». Ce document de planification, dont le territoire regroupe les bassins versants de l'Isle et de la Dronne, d'une superficie de 7 500 km2, a été approuvé le 2 août 2021. La structure porteuse de l'élaboration et de la mise en œuvre est l'établissement public territorial de bassin de la Dordogne (EPIDOR). Il définit sur son territoire les objectifs généraux d’utilisation, de mise en valeur et de protection quantitative et qualitative des ressources en eau superficielle et souterraine, en respect des objectifs de qualité définis dans le troisième SDAGE  du Bassin Adour-Garonne qui couvre la période 2022-2027, approuvé le 10 mars 2022.
La qualité des eaux de baignade et des cours d’eau peut être consultée sur un site dédié géré par les agences de l’eau et l’Agence française pour la biodiversité.

### Climat
Pour des articles plus généraux, voir Climat de la Nouvelle-Aquitaine et Climat de la Dordogne.
Historiquement, la commune est exposée à un climat océanique aquitain.
En 2020, Météo-France publie une typologie des climats de la France métropolitaine dans laquelle la commune est dans une zone de transition entre le climat océanique et le climat océanique altéré et est dans la région climatique  Aquitaine, Gascogne, caractérisée par une pluviométrie abondante au printemps, modérée en automne, un faible ensoleillement au printemps, un été chaud (19,5 °C), des vents faibles, des brouillards fréquents en automne et en hiver et des orages fréquents en été (15 à 20 jours).
Pour la période 1971-2000, la température annuelle moyenne est de 12,7 °C, avec  une amplitude thermique annuelle de 15 °C. Le cumul annuel moyen de précipitations est de 856 mm, avec 11,7 jours de précipitations en janvier et 6,4 jours en juillet. Pour la période 1991-2020, la température moyenne annuelle observée sur la station météorologique la plus proche, située sur la commune de Bergerac à 22 km à vol d'oiseau, est de 13,2 °C et le cumul annuel moyen de précipitations est de 792,9 mm,. Pour l'avenir, les paramètres climatiques de la commune estimés pour 2050 selon différents scénarios d’émission de gaz à effet de serre sont consultables sur un site dédié publié par Météo-France en novembre 2022.

## Urbanisme

### Typologie
Au 1er janvier 2024, Mussidan est catégorisée bourg rural, selon la nouvelle grille communale de densité à 7 niveaux définie par l'Insee en 2022.
Elle appartient à l'unité urbaine de Mussidan, une agglomération intra-départementale dont elle est ville-centre,. La commune est en outre hors attraction des villes,.

### Occupation des sols
L'occupation des sols de la commune, telle qu'elle ressort de la base de données européenne d’occupation biophysique des sols Corine Land Cover (CLC), est marquée par l'importance des territoires artificialisés (56,8 % en 2018), en augmentation par rapport à 1990 (47,9 %). La répartition détaillée en 2018 est la suivante : 
zones urbanisées (54,5 %), zones agricoles hétérogènes (27 %), forêts (9,9 %), prairies (6,3 %), zones industrielles ou commerciales et réseaux de communication (2,3 %). L'évolution de l’occupation des sols de la commune et de ses infrastructures peut être observée sur les différentes représentations cartographiques du territoire : la carte de Cassini (XVIIIe siècle), la carte d'état-major (1820-1866) et les cartes ou photos aériennes de l'IGN pour la période actuelle (1950 à aujourd'hui).

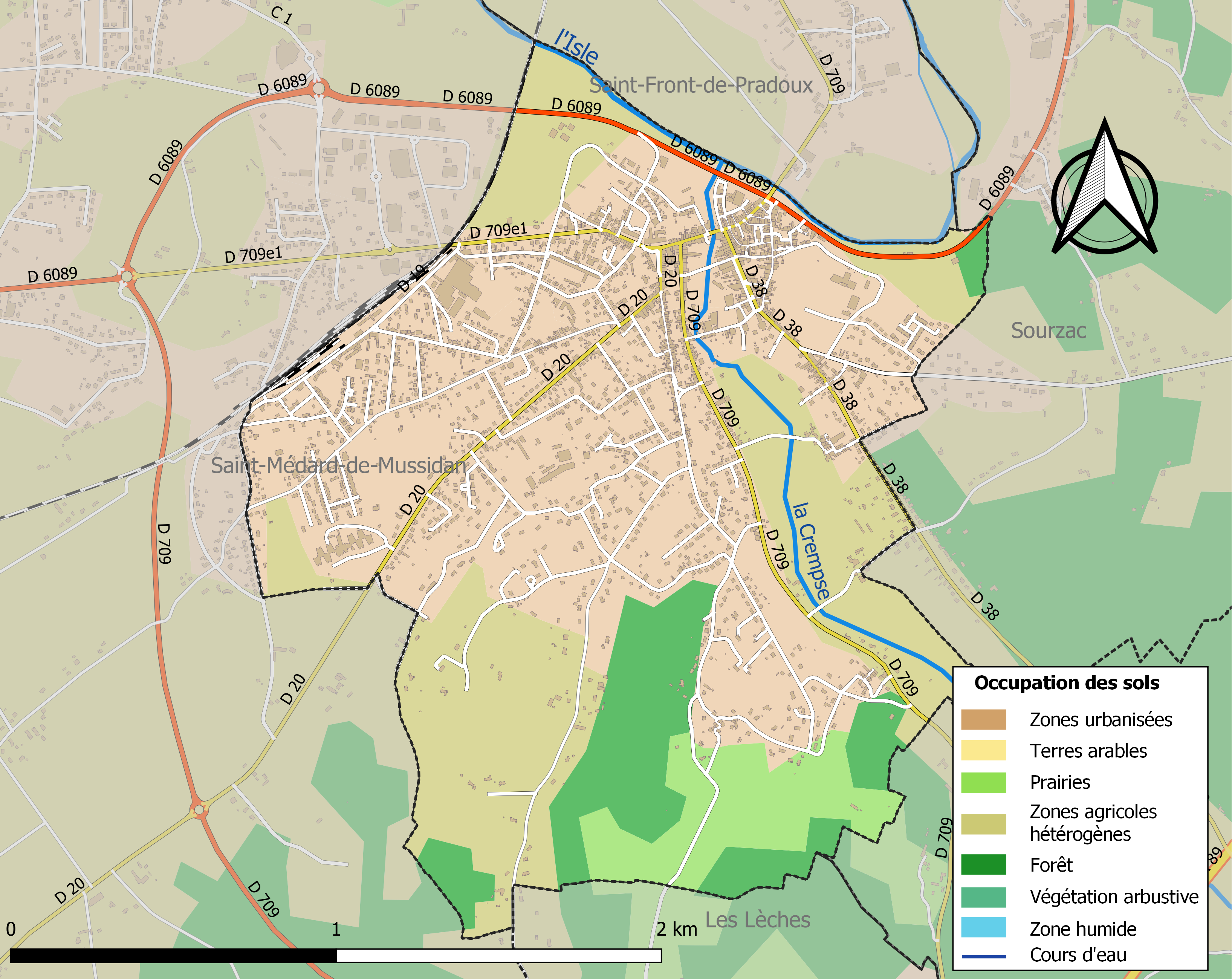
Carte des infrastructures et de l'occupation des sols de la commune en 2018 (CLC).

### Quartiers
Quelques quartiers :

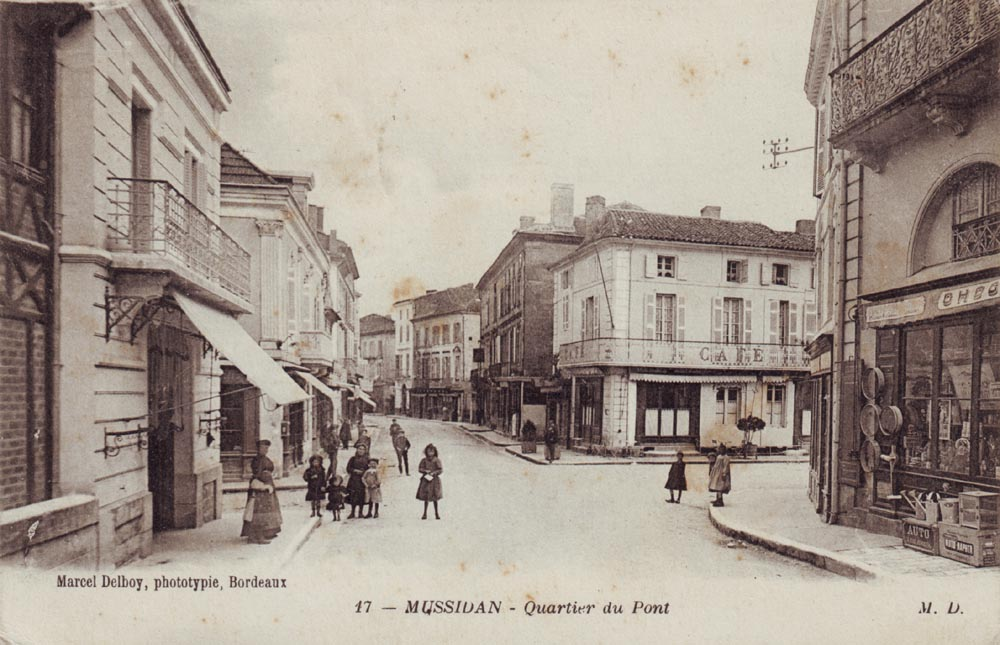
Le quartier du pont au début du XXe siècle.

en centre-ville (situé dans le nord de la commune) :
- quartier de la halle (au nord-est, à l'est du cours de la Crempse autour de la place de la République et l'avenue Gambetta) : rénovation de la couverture de type « ondulation de bois » (2007) ; à voir : le chêne sessile bicentenaire, planté en 1789[réf. nécessaire] ; l'église Saint-Georges, près de l'emplacement de l'ancienne mairie ; le collège des Châtenades ;
- quartier de la gare (à l'ouest) : la gare SNCF, qui dessert à la fois la commune et celle de Saint-Médard-de-Mussidan, est construite le long de la voie ferrée qui les sépare, du côté sud-ouest de la commune de Mussidan ; le quartier de la gare s'étend sur les deux communes ;
- quartier Beaupuy (entre les deux quartiers) : l'hôtel de ville et la gendarmerie (rue de la Libération), et le musée André-Voulgre bordé au nord par le parc éponyme. En façade nord de l'hôtel de ville, la place Woodbridge doit son nom au jumelage de la commune avec la ville du Royaume-Uni ;

en périphérie :
- quartier Seguinou (au sud) ;
- quartier La Clède (au sud-ouest) ;
- quartier La Freunie : ancien hameau. Une rue de l'Ermitage y rappelle l'existence d'un lieu de retraite ancestral. La ligne ferroviaire vers Bergerac (désaffectée) traversait ce quartier ainsi que celui de La Clède.

### Prévention des risques
Le territoire de la commune de Mussidan est vulnérable à différents aléas naturels : météorologiques (tempête, orage, neige, grand froid, canicule ou sécheresse), inondations, feux de forêts, mouvements de terrains et séisme (sismicité très faible). Il est également exposé à un risque technologique, le transport de matières dangereuses. Un site publié par le BRGM permet d'évaluer simplement et rapidement les risques d'un bien localisé soit par son adresse soit par le numéro de sa parcelle.

#### Risques naturels
Certaines parties du territoire communal sont susceptibles d’être affectées par le risque d’inondation par débordement de cours d'eau, notamment l'Isle et la Crempse. La commune a été reconnue en état de catastrophe naturelle au titre des dommages causés par les inondations et coulées de boue survenues en 1982, 1986, 1993 et 1999,. Le risque inondation est pris en compte dans l'aménagement du territoire de la commune par le biais du plan de prévention des risques inondation (PPRI) de la « vallée de l'Isle - Mussidanais »  prescrit le 14 mai 2007 et approuvé le 6 juillet 2009, pour les crues de l'Isle, impactant également la partie aval de son affluent la Crempse, sur son dernier kilomètre,.
Mussidan est exposée au risque de feu de forêt. L’arrêté préfectoral du 14 mars 2013 fixe les conditions de pratique des incinérations et de brûlage dans un objectif de réduire le risque de départs d’incendie. À ce titre, des périodes sont déterminées : interdiction totale du 15 février au 15 mai et du 15 juin au 15 octobre, utilisation réglementée du 16 mai au 14 juin et du 16 octobre au 14 février. En septembre 2020, un plan inter-départemental de protection des forêts contre les incendies (PidPFCI) a été adopté pour la période 2019-2029,.

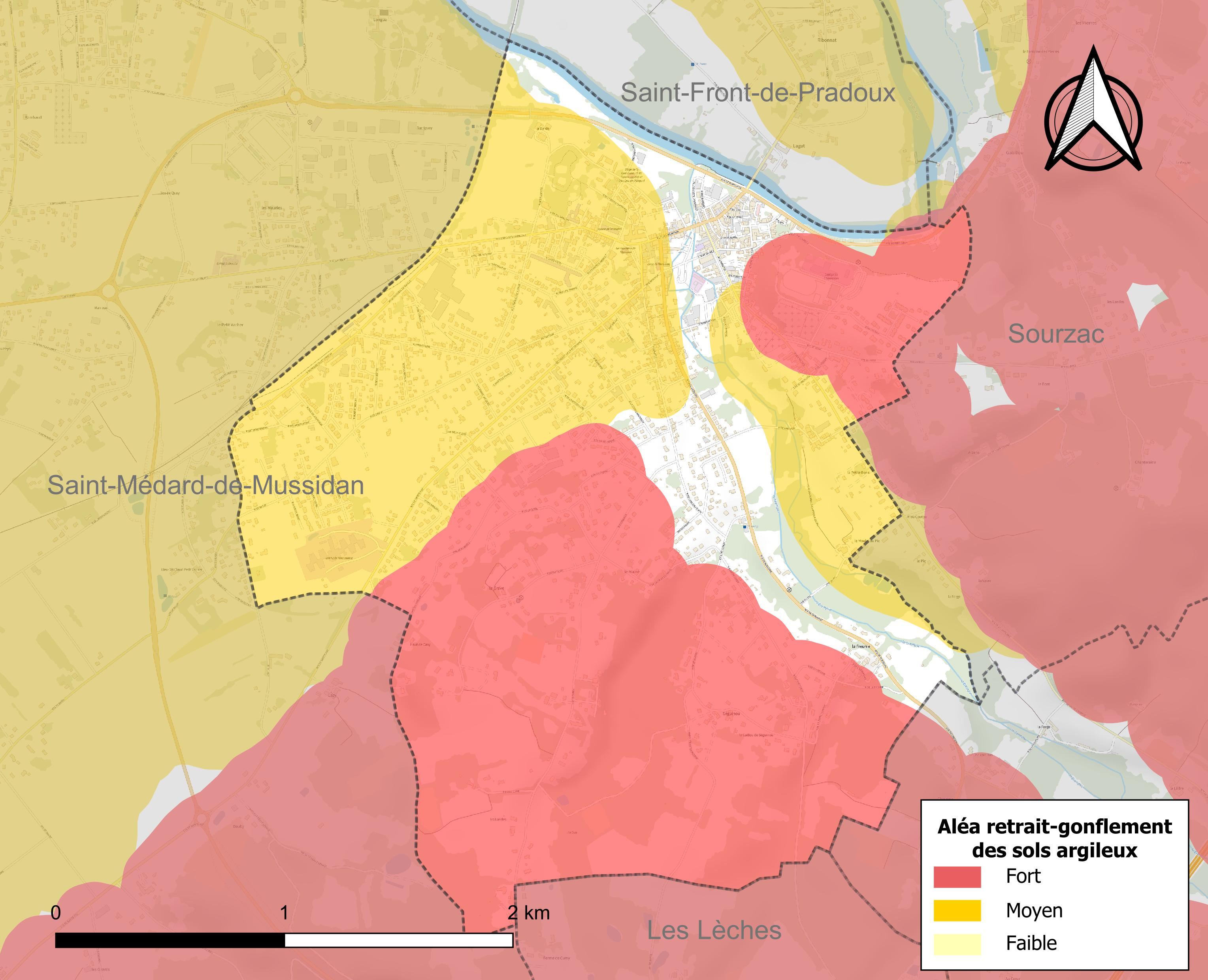
Carte des zones d'aléa retrait-gonflement des sols argileux de Mussidan.

Les mouvements de terrains susceptibles de se produire sur la commune sont des tassements différentiels. Le retrait-gonflement des sols argileux est susceptible d'engendrer des dommages importants aux bâtiments en cas d’alternance de périodes de sécheresse et de pluie. 85,6 % de la superficie communale est en aléa moyen ou fort (58,6 % au niveau départemental et 48,5 % au niveau national métropolitain). Depuis le 1er octobre 2020, en application de la loi ÉLAN, différentes contraintes s'imposent aux vendeurs, maîtres d'ouvrages ou constructeurs de biens situés dans une zone classée en aléa moyen ou fort,.
La commune a été reconnue en état de catastrophe naturelle au titre des dommages causés par la sécheresse en 1989, 1992, 1997, 2005 et 2011 et par des mouvements de terrain en 1999.

## Toponymie
En occitan, la commune porte le nom de Moissídan.

## Histoire

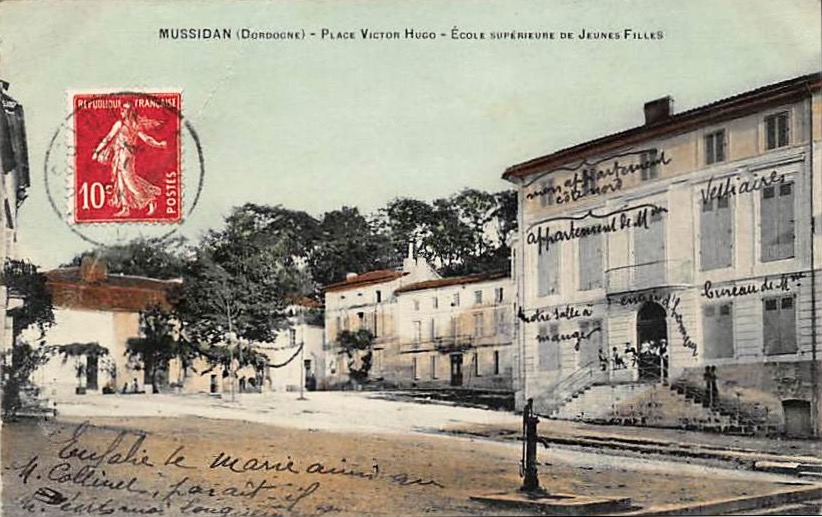
Ancienne école primaire supérieure de jeunes filles.

D'après le livre noir de Saint Florent de Saumur, en 1081, Alguier, chevalier et seigneur de Mucidan [sic] donne au monastère de Saint Florent de Saumur et au prieuré de Montcarret, l'église de Saint Pierre de Sorziac. Peu après, il dépouille les moines de Saint Florent de ladite église pour en faire don à Fulcrade et aux religieux de Charroux.
Depuis la première moitié du XIIIe siècle au moins, les seigneurs de Mucidan appartiennent à la famille de Montaut (avec Raimond (Ier) de Montaut ; sans qu'il soit possible de préciser l'origine de ces Montaut), fondue dès la génération suivante dans les Castillon par le mariage de la fille de Raimond, Mathe de Montaut, avec Guillaume-Amanieu de Castillon d'Eauzan, † vers 1302 (la famille de Castillon relève le nom de Montaut de Mussidan ; elle est réputée être une branche cadette des vicomtes de Castillon). Le fils de Mathe et Guillaume-Amanieu, Raimond Ier ou II, épouse Faïs de Gontaut de Badefol, d'où : Auger, † 1360, aussi prince de Blaye en 1356 par un échange avec le roi Édouard III et seigneur d'Aubeterre par don dudit roi anglais en 1357, mari en 1330 de Régine de Salviac et père de Raimond II ou III de Montaut-Mussidan Castillon (né vers 1335, † 1406, aussi seigneur ou prince de Montendre, Montguyon, Blaye, Aubeterre ; époux en 1365 de Marguerite d'Albret, fille de Bérard Ier de Vayres seigneur de Vayres et Verteuil, et de Guiraude de Gironde). Leur fille aînée Rosine de Montaut transmet Montendre, Montguyon et Mussidan à son mari Guy II de La Rochefoucauld-Verteuil-Barbezieux, épousé en 1382.
Les La Rochefoucauld gardent Mussidan jusque vers 1500, puis elle échoit aux Gramont (Jean Ier de Gramont, v. 1375-1429, ayant épousé Marie de Montaut-Mussidan, la dernière fille de Raimond II et de Marguerite d'Albret ; la seconde fille, Mathe de Montaut, avait marié Nicolas Rog(i)er de Beaufort). Mussidan passe ensuite aux Caumont La Force : cf. Henri-Jacques Nompar de Caumont, jusqu'à la Révolution.
Le siège de la ville est évoqué dans les Essais de Montaigne en 1569.
Sur la carte de Cassini, représentant la France entre 1756 et 1789, on trouve la graphie « Mucidan ».
Le bourg devient chef-lieu de district de 1790 à 1800.
Un premier pont de bois traverse l'Isle en 1840.

### Rafle du 16 janvier 1944
Le 16 janvier 1944, trente-cinq otages sont arrêtés par les Allemands pour faits de résistance. Ils seront déportés vers les camps de travail allemands.
Le 11 juin 1944, une section de la Légion nord-africaine, commandée par Alexandre Villaplane, unité paramilitaire de la Sicherheitspolizei, fusille 52 personnes.

### Combats et exécutions du 11 juin 1944
Le 11 juin 1944, des Francs-tireurs et partisans attaquent et détruisent un train de protection allemand en gare de Mussidan. Lors du combat, huit maquisards et le chef de train sont tués. Au même moment, se produit un accrochage avec un convoi de la puissante 11e Panzerdivision de la Wehrmacht en provenance de Bordeaux. Les maquisards ne peuvent lutter et se replient. Huit résistants sont tués au combat.
Par mesure de représailles, un détachement de la Sipo-SD (communément appelée la « Gestapo ») de Périgueux dirigée par le sous-lieutenant Michaël Hambrecht, renforcé par un peloton de la Phalange nord-africaine dite « SS Mohamed » de la bande Bonny-Lafont, dont Alexandre Villaplane (1905-1944), responsable d'une des cinq sections de la Brigade nord-africaine et ancien capitaine de l'équipe de France de football à la Coupe du monde de 1930 en Uruguay, procède à l'arrestation de 350 hommes de plus de seize ans de la ville et des alentours. La ville est pillée par les Nord-Africains. Dans la soirée, 47 civils sont fusillés à proximité de la mairie ; cinq autres sont massacrés dans la rue, parmi lesquels Raoul Grassin, le maire de la commune, et un conseiller. Huit garçons ont moins de 18 ans. Seules deux personnes survivent malgré leurs graves blessures. « Le massacre de Mussidan constitue le plus grand massacre de civils commis en Dordogne pendant la Seconde Guerre mondiale, le dixième plus important en France ». 115 habitants sont déportés.
Ces souffrances valent à Mussidan d'être décorée de la croix de guerre 1939-1945 le 11 novembre 1948, distinction également attribuée à dix-huit autres communes de la Dordogne.

## Politique et administration

### Rattachements administratifs et électoraux
Dès 1790, la commune de Mussidan est le chef-lieu du canton de Mussidan qui dépend du district de Mussidan jusqu'en 1795, date de suppression des districts. En 1801, le canton est rattaché à l'arrondissement de Ribérac jusqu'en 1926, date de la suppression de cet arrondissement. À cette dernière date, il est rattaché à l'arrondissement de Périgueux.
Dans le cadre de la réforme de 2014 définie par le décret du 21 février 2014, ce canton disparaît aux élections départementales de mars 2015. La commune est alors rattachée au canton de la Vallée de l'Isle dont le bureau centralisateur est fixé à Neuvic.

### Intercommunalité
Du 30 décembre 1996 au 3 décembre 2002, Mussidan a fait partie de la communauté de communes de la Moyenne Vallée de l'Isle.
Mussidan intègre dès sa création la communauté de communes du Mussidanais en Périgord instituée le 24 décembre 2002 — qui regroupe dix communes du canton de Mussidan — dont elle est le siège social. Au 31 décembre 2016, cette intercommunalité disparaît, remplacée au 1er janvier 2017 par la communauté de communes Isle et Crempse en Périgord, dont Mussidan devient le siège social.

### Administration municipale
La population de la commune étant comprise entre 2 500 et 3 499 habitants au recensement de 2017, vingt-trois conseillers municipaux ont été élus en 2020,.

### Liste des maires
| Période                                  | Période   | Identité                         | Étiquette    | Qualité                                                                     |
| ---------------------------------------- | --------- | -------------------------------- | ------------ | --------------------------------------------------------------------------- |
| Les données manquantes sont à compléter. |           |                                  |              |                                                                             |
| 1791                                     | 1792      | Pierre Beaupuy                   |              |                                                                             |
| 1792                                     | 1793      | Claude Pontard                   |              | Juge de paix                                                                |
| 1793                                     | 1795      | Nicolas Beaupuy                  |              |                                                                             |
| 1795                                     | 1798      | Claude Pontard                   |              | Juge de paix                                                                |
| 1798                                     | 1799      | Julien Plaudet                   |              |                                                                             |
| 1799                                     | 1802      | Guy Beaupuy                      |              |                                                                             |
| 1802                                     | 1804      | Jean-Baptiste Pommier            |              |                                                                             |
| 1804                                     | 1806      | Guy Beaupuy                      |              |                                                                             |
| 1806                                     | 1815      | Jean-Baptiste Dussol             |              | Avocat                                                                      |
| 1815                                     | 1817      | Bardy Fourtou                    |              | Médecin                                                                     |
| 1817                                     | 1821      | Pierre-Prosper Beaupuy           |              | Propriétaire                                                                |
| 1821                                     | 1831      | Jacques Buisson                  |              | Notaire                                                                     |
| 1831                                     | 1843      | Claude-Léonard Dussol            |              | Propriétaire                                                                |
| 1843                                     | 1848      | Jean Pontard                     |              | Notaire                                                                     |
| 1848                                     | 1855      | Hubert Barronie                  |              | Banquier                                                                    |
| 1855                                     | 1860      | Léonard Piotay                   |              | Médecin                                                                     |
| 1860                                     | 1861      | Ducluzaux                        |              |                                                                             |
| 1861                                     | 1870      | Auguste Chastanet                |              | Propriétaire, botaniste                                                     |
| 1870                                     | 1874      | Séguret                          |              |                                                                             |
| 1874                                     | 1878      | Arthur de Labrousse de La Peyzie |              | Médecin                                                                     |
| 1878                                     | 1884      | Casimir Ordega                   |              | Propriétaire                                                                |
| 1884                                     | 1886      | Gaston Laugère                   |              | Pharmacien                                                                  |
| 1886                                     | 1890      | Gabriel Vidal                    |              | Médecin                                                                     |
| 1890                                     | 1896      | Étienne Boutereau                |              | Propriétaire                                                                |
| 1896                                     | 1902      | Henri Villechanoux               |              | Entrepreneur de plâtrerie                                                   |
| 1902                                     | 1904      | Pierre Seillan                   |              | Rentier                                                                     |
| 1904                                     | 1907      | Henri Villechanoux               |              | Entrepreneur de plâtrerie                                                   |
| 1907                                     | 1918      | Henri Cellérier                  |              | Agent voyer en retraite                                                     |
| 1918                                     | 1919      | Délégation préfectorale          |              |                                                                             |
| 1919                                     | 1941      | Charles Mazeau                   |              | Marchand drapier                                                            |
| 1941                                     | 1943      | Pierre Lamy-Lapeyrière           |              | Médecin                                                                     |
| 1943                                     | 1944      | Raoul Grassin                    |              | Liquoriste                                                                  |
| 1944                                     | 1944      | Pierre Laubertin                 |              | Directeur d'école honoraire                                                 |
| 1944                                     | 1945      | Charles Mazeau                   |              | Marchand drapier                                                            |
| 1945                                     | 1946      | Pierre Mathieu                   |              | Gérant de la Caisse locale du Crédit agricole                               |
| 1946                                     | 1947      | Michel Schneersohn               |              | Directeur de la SATM                                                        |
| 1947                                     | 1955      | François Collas                  |              | Docteur vétérinaire                                                         |
| 1955                                     | 1965      | Georges Gerbeaud                 |              | Avocat, industriel                                                          |
| 1965                                     | 1989      | Pierre Bonneau                   | MRG          | Docteur vétérinaire                                                         |
| 1989                                     | 2001      | Gérard-Jean Chevalier            | CNI puis RPR | Commerçant en bestiaux Conseiller général du canton de Mussidan (1988-1994) |
| 2001                                     | mars 2014 | Jean-Yves Fulbert                | DVG          | Imprimeur                                                                   |
| mars 2014 (réélu en mai 2020)            | En cours  | Stéphane Triquart                | SE puis DVD  | Médecin                                                                     |

### Politique environnementale
Dans son palmarès 2024, le Conseil national de villes et villages fleuris de France a attribué deux fleurs à la commune.

### Jumelages

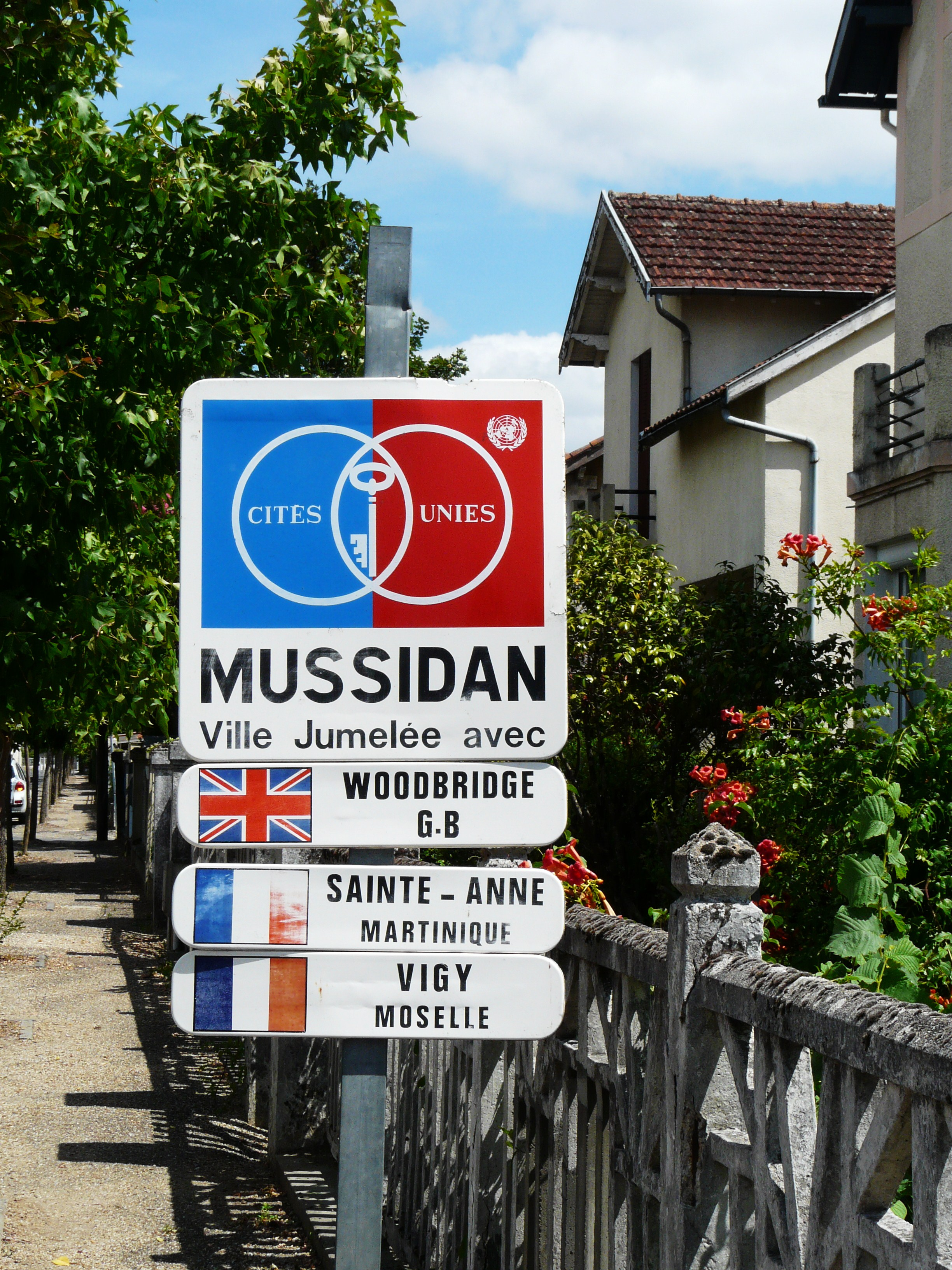
Panneau des jumelages de Mussidan.

- Woodbridge (Suffolk) (Royaume-Uni) depuis 1973
- Sainte-Anne (Martinique) (France) depuis 1988
- Vigy (France) depuis 1991

## Équipements et services publics

### Santé
En 2024, le site de la maison de santé regroupe des cabinets médicaux, un audioprothésiste, des infirmiers, un kinésithérapeute, un opticien, un ostéopathe, une pharmacie et un podologue.

### Justice
Dans le domaine judiciaire, Mussidan relève : 
- du tribunal judiciaire, du tribunal pour enfants, du conseil de prud'hommes et du tribunal de commerce de Périgueux ;
- du pôle Nationalité du tribunal judiciaire de Périgueux (compétent uniquement dans le domaine de la nationalité) ;
- de la cour d'appel, du tribunal administratif et de la  cour administrative d'appel de Bordeaux.

## Population et société

### Démographie

#### Évolution démographique
L'évolution du nombre d'habitants est connue à travers les recensements de la population effectués dans la commune depuis 1793. Pour les communes de moins de 10 000 habitants, une enquête de recensement portant sur toute la population est réalisée tous les cinq ans, les populations de référence des années intermédiaires étant quant à elles estimées par interpolation ou extrapolation. Pour la commune, le premier recensement exhaustif entrant dans le cadre du nouveau dispositif a été réalisé en 2005.

En 2022, la commune comptait 2 778 habitants, en évolution de +1,83 % par rapport à 2016 (Dordogne : +0,37 %, France hors Mayotte : +2,11 %).
| 1793  | 1800  | 1806  | 1821  | 1831  | 1836  | 1841  | 1846  | 1851  |
| ----- | ----- | ----- | ----- | ----- | ----- | ----- | ----- | ----- |
| 1 286 | 1 176 | 1 411 | 1 630 | 1 700 | 1 953 | 1 744 | 1 862 | 1 919 |

| 1856  | 1861  | 1866  | 1872  | 1876  | 1881  | 1886  | 1891  | 1896  |
| ----- | ----- | ----- | ----- | ----- | ----- | ----- | ----- | ----- |
| 2 028 | 1 917 | 2 070 | 1 980 | 2 062 | 2 025 | 2 037 | 2 206 | 2 215 |

| 1901  | 1906  | 1911  | 1921  | 1926  | 1931  | 1936  | 1946  | 1954  |
| ----- | ----- | ----- | ----- | ----- | ----- | ----- | ----- | ----- |
| 2 284 | 2 350 | 2 416 | 2 453 | 2 449 | 2 416 | 2 653 | 3 018 | 3 006 |

| 1962  | 1968  | 1975  | 1982  | 1990  | 1999  | 2005  | 2006  | 2010  |
| ----- | ----- | ----- | ----- | ----- | ----- | ----- | ----- | ----- |
| 3 024 | 3 048 | 3 235 | 3 236 | 2 985 | 2 843 | 2 831 | 2 829 | 2 864 |

| 2015  | 2020  | 2022  | - | - | - | - | - | - |
| ----- | ----- | ----- | - | - | - | - | - | - |
| 2 730 | 2 788 | 2 778 | - | - | - | - | - | - |

#### Pyramide des âges
La population de la commune est relativement âgée.
En 2021, le taux de personnes d'un âge inférieur à 30 ans s'élève à 26,7 %, soit légèrement supérieur à la moyenne départementale (26,3 %). À l'inverse, le taux de personnes d'âge supérieur à 60 ans est de 43,7 % la même année, alors qu'il est de 37,7 % au niveau départemental.
En 2021, la commune comptait 1 272 hommes pour 1 504 femmes, soit un taux de 54.18 % de femmes, supérieur au taux départemental (51,75 %).
Les pyramides des âges de la commune et du département s'établissent comme suit.
| Hommes | Classe d’âge | Femmes |
| ------ | ------------ | ------ |
| 1,3    | 90 ou +      | 4,1    |
| 12,1   | 75-89 ans    | 19,1   |
| 25,2   | 60-74 ans    | 24,6   |
| 17,9   | 45-59 ans    | 16,7   |
| 13,4   | 30-44 ans    | 11,7   |
| 14,4   | 15-29 ans    | 13,0   |
| 15,6   | 0-14 ans     | 10,7   |

| Hommes | Classe d’âge | Femmes |
| ------ | ------------ | ------ |
| 1,2    | 90 ou +      | 2,9    |
| 10,6   | 75-89 ans    | 13,4   |
| 23,6   | 60-74 ans    | 23,7   |
| 20,9   | 45-59 ans    | 20,7   |
| 15,5   | 30-44 ans    | 14,8   |
| 13,5   | 15-29 ans    | 11,6   |
| 14,8   | 0-14 ans     | 12,9   |

#### Remarques
Ayant connu un essor rapide durant le XIXe siècle, Mussidan a vu sa population croître régulièrement jusqu'aux deux guerres mondiales qui ont freiné son développement démographique et industriel. Celui-ci reprendra au lendemain de la Seconde Guerre mondiale, et avec l'aide du baby boom jumelé à un développement des usines, la population restera au-dessus de la barre des 3 000 habitants durant toute la période des Trente Glorieuses.
Dans les années 1980, Mussidan, comme de nombreuses communes rurales, sera touchée de plein fouet. La main-d'œuvre quitte le canton pour s'installer dans les grandes villes. La population décroît et vieillit, d'autant plus que la ville devient une terre de prédilection pour de nombreux retraités qui viennent s'y installer.

#### L'agglomération et l'aire urbaine
L'unité urbaine de Mussidan (l'agglomération) regroupe six communes : Mussidan, Saint-Front-de-Pradoux, Saint-Louis-en-l'Isle, Saint-Martin-l'Astier, Saint-Médard-de-Mussidan et Sourzac, soit 7 155 habitants en 2021
L'aire urbaine 2010, qui s'étendait à la commune de Bourgnac, regroupait 7 474 habitants en 2017.
En 2020, le concept d'aire urbaine a été abandonné par l'Insee et remplacé par celui d'aire d'attraction d'une ville. Mussidan ne fait partie d'aucune aire d'attraction.

### Sports
- Football : l'Union sportive Mussidan/Saint-Médard évolue en Régional 2 pour la saison 2023-2024[79].
- Rugby à XV : Racing Club Mussidanais Rugby (ou RCM Rugby)[80] : vice-champion de France Honneur 2017.

## Économie
Pôle industriel important des années 1950 en Dordogne, après une période de crise, Mussidan connaît un renouveau grâce à l'autoroute A89 et à l'échangeur situé à trois kilomètres au sud du centre-ville.

### Emploi
L'emploi est analysé ci-dessous selon qu'il affecte les habitants de Mussidan ou qu'il est proposé sur le territoire de la commune.

#### L'emploi des habitants
En 2018, parmi la population communale comprise entre 15 et 64 ans, les actifs représentent 961 personnes, soit 35,1 % de la population municipale. Le nombre de chômeurs (177) a fortement diminué par rapport à 2013 (229) et le taux de chômage de cette population active s'établit à 18,4 %.

#### L'emploi sur la commune
En 2018, la commune offre 1 083 emplois pour une population de 2 736 habitants. Le secteur administratif (administration publique, enseignement, santé, action sociale) prédomine avec 39,8 % des emplois mais le secteur tertiaire est également très présent avec 35,8 %.
Répartition des emplois par domaines d'activité
|                     | Agriculture, sylviculture ou pêche | Industrie | Construction | Commerce, transports et services | Administration publique, enseignement, santé, action sociale |
| ------------------- | ---------------------------------- | --------- | ------------ | -------------------------------- | ------------------------------------------------------------ |
| Nombre d'emplois    | 15                                 | 81        | 168          | 388                              | 431                                                          |
| Pourcentage         | 1,4 %                              | 7,5 %     | 15,5 %       | 35,8 %                           | 39,8 %                                                       |
| Source des données. |                                    |           |              |                                  |                                                              |

### Établissements
Au 31 décembre 2015, la commune compte 297 établissements, dont 170 au niveau des commerces, transports ou services, soixante-six relatifs au secteur administratif, à l'enseignement, à la santé ou à l'action sociale, trente-cinq dans la construction, vingt dans l'industrie, et six dans l'agriculture, la sylviculture ou la pêche.

### Entreprises
Dans le secteur des services, parmi les entreprises dont le siège social est en Dordogne, la société « Ambulances Martin » implantée à Mussidan se classe en 45e position quant au chiffre d'affaires hors taxes en 2015-2016, avec 2 933 k€.

## Culture locale et patrimoine

### Lieux et monuments
- Musée des Arts et Traditions populaires du Périgord du Dr André Voulgre[86].

Le musée provient du legs du Dr André Voulgre à sa ville natale de Mussidan. Médecin, il s'installa à Bordeaux où il fonda un Institut de physiothérapie et d'éducation physique. Il resta très attaché au Périgord, et toute sa vie il rassembla dans sa maison paternelle de Mussidan une collection évoquant le passé et l'évolution de la société périgourdine à travers la littérature, les arts, la vie quotidienne, l'évolution des techniques, etc.
À la veille de sa mort, en 1971, il légua sa chartreuse du XVIIIe siècle et ses collections à sa ville natale, à condition que l'ensemble prenne le nom de « Musée des Arts et Traditions Populaires du Périgord du Docteur André Voulgre ».
La Municipalité accepta le don et une association, « Les Amis du Musée », se créa en 1973 afin de poursuivre l'œuvre du Docteur, entretenir et enrichir les collections, organiser les visites et animer le musée.
Les Amis du Musée s'acquittèrent de leur tâche avec passion. Ils développèrent le musée pour aujourd'hui présenter la plus riche collection d'Arts et Traditions populaires du Périgord sur vingt salles et plus de 600 m2.
- Le parc de l'ancienne propriété de la famille Voulgre est aujourd'hui le jardin municipal de Mussidan. Le parc Voulgre comprend notamment deux maisons doubleaudes, des tables pour accueillir les pique-niques, des jeux pour enfants, des terrains de pétanque, un auditorium à l'air libre qui peut servir d'abri, un restaurant et le musée André-Voulgre. Le parc, ombragé, sert aussi de halte pour la véloroute-voie verte Via Eila (« Voie de l'Isle » en occitan) de la vallée de l'Isle.
- Église Saint-Georges néo-romane, XIXe siècle, bâtie par l'architecte Abadie (sauf la flèche).
- Ancienne église Notre-Dame du Roc, XVIe et XVIIe siècles[87], transformée en cinéma (une salle de 137 places).

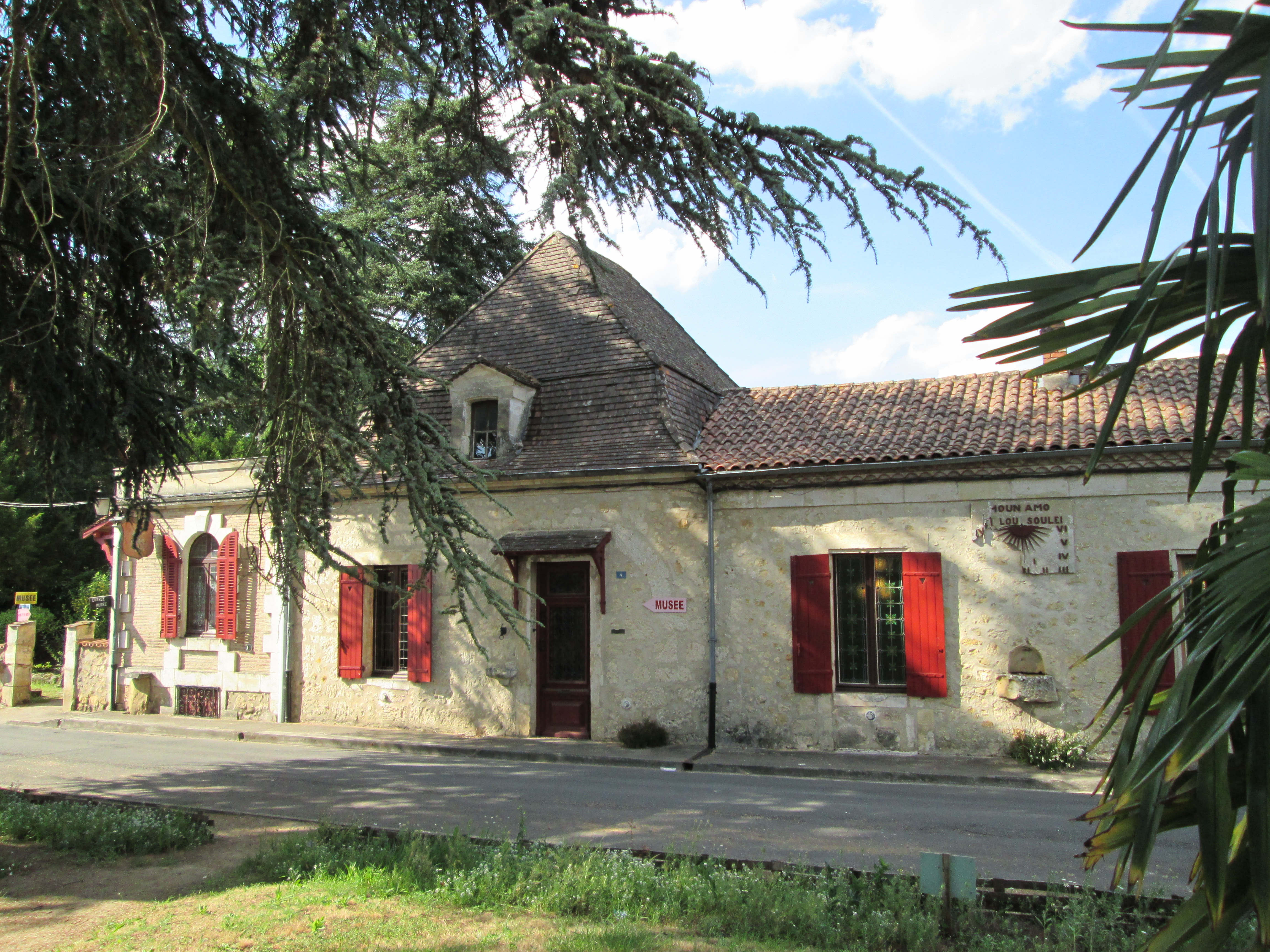
La chartreuse abritant le musée André-Voulgre.
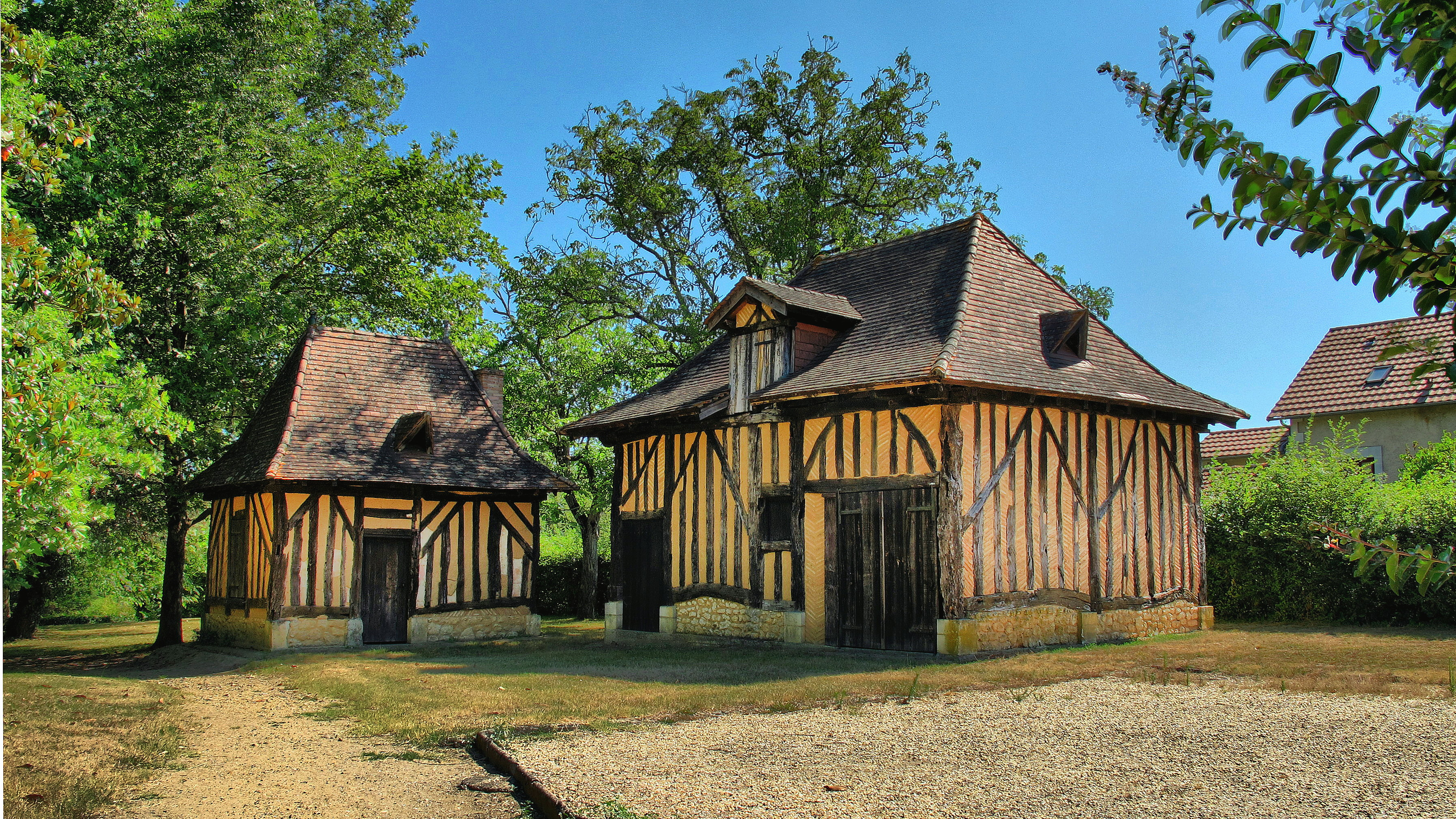
Maisons doubleaudes dans le parc Voulgre.
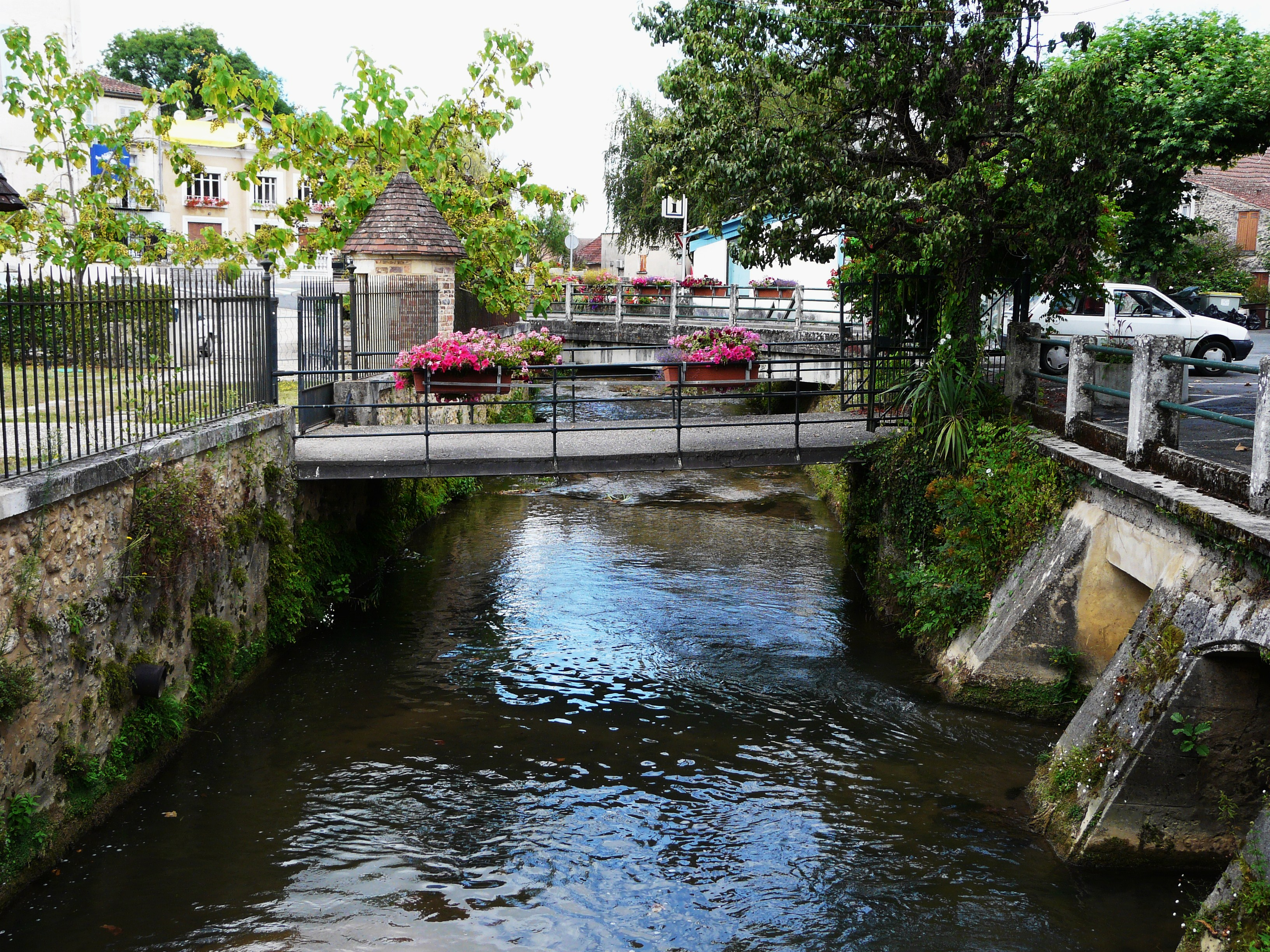
La Crempse, canalisée en centre-ville.
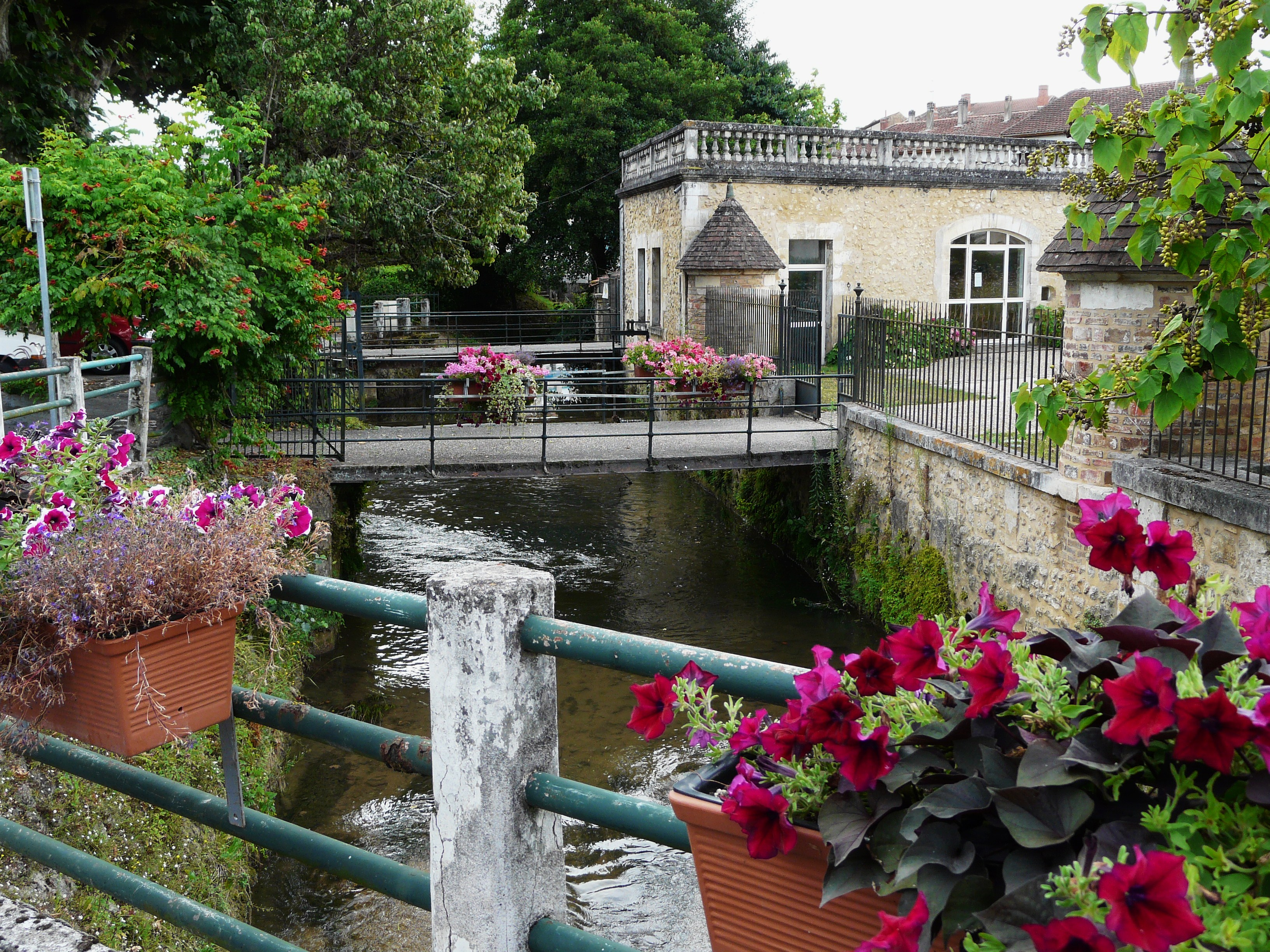
La Crempse, en centre-ville.
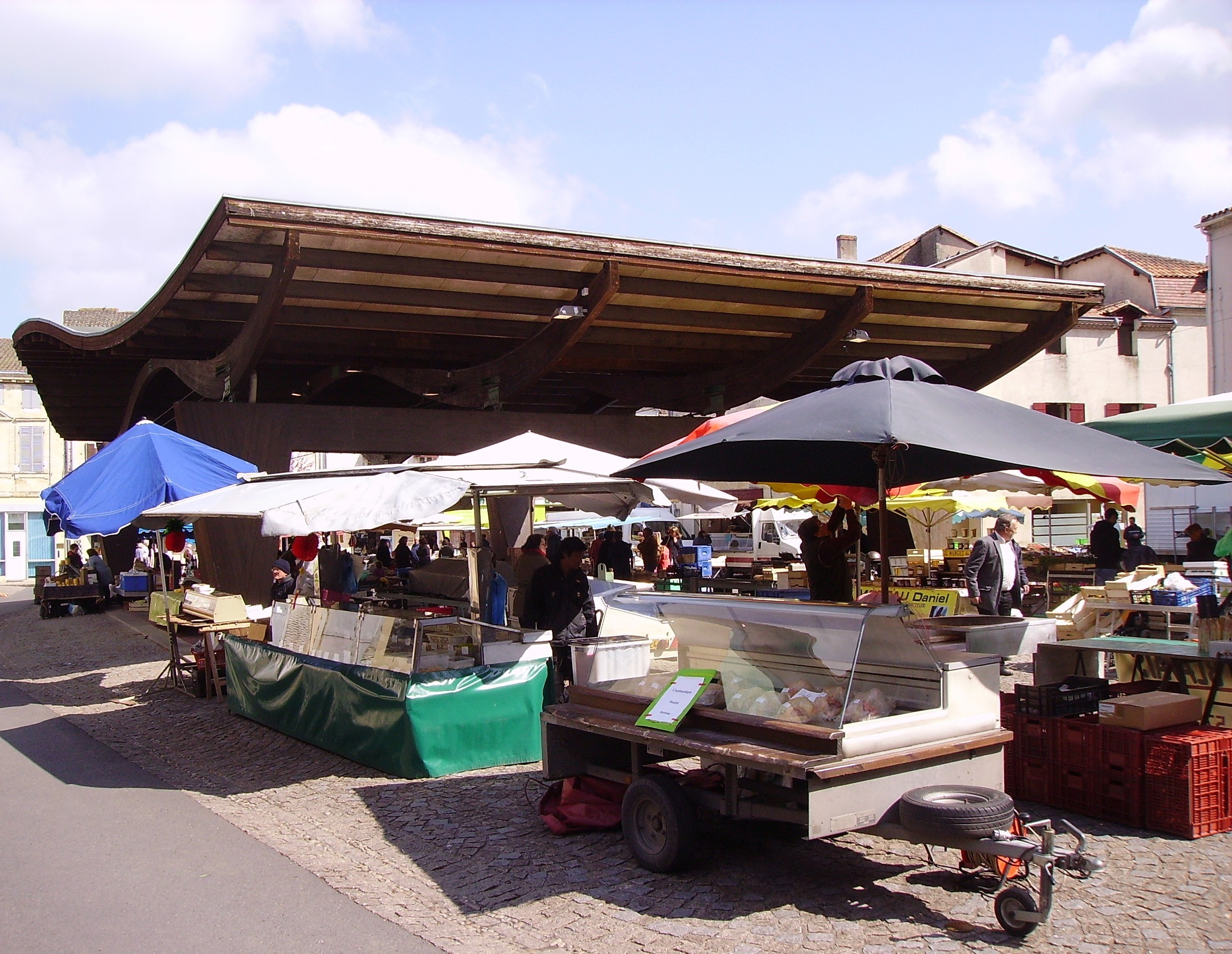
Le marché, place de la Halle.
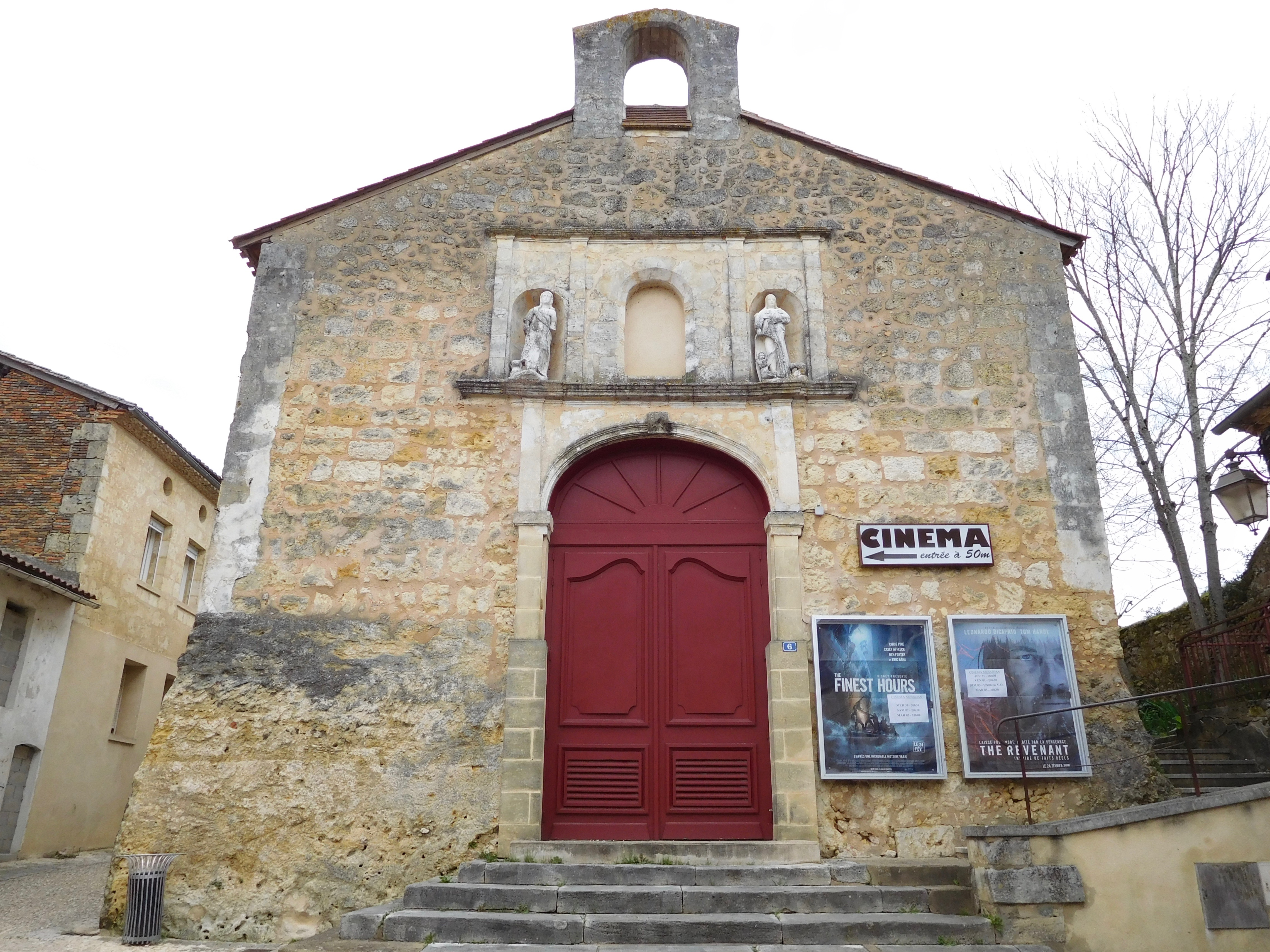
La façade du cinéma (ancienne église Notre-Dame du Roc).

- Moulin construit pour la Félibrée de 1985 et sa roue à aubes sur la Crempse.
- Espace Simone Veil : parc ombragé avec bassin d'eau.
- Ancien lavoir en bordure de la Crempse.

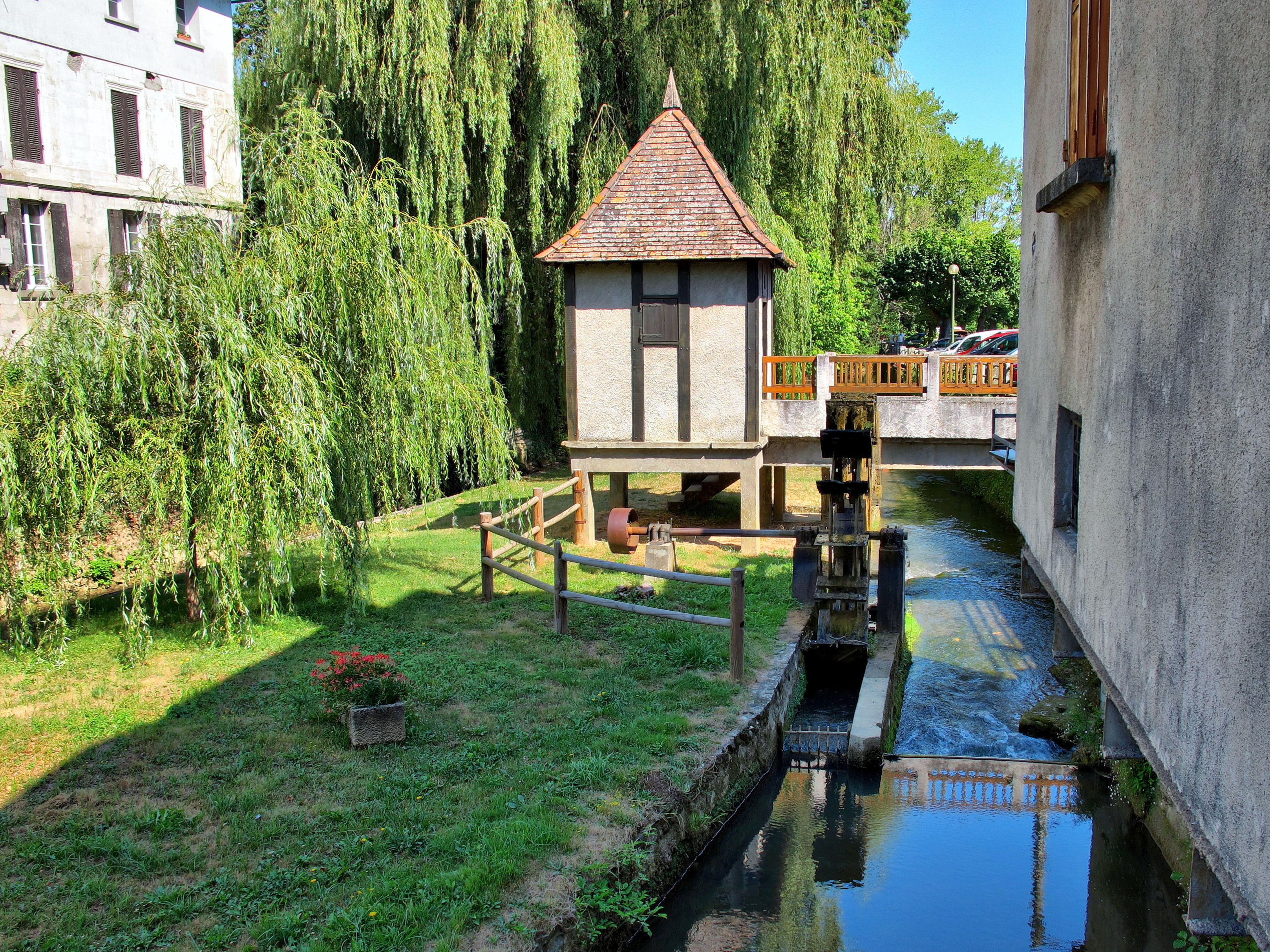
Moulin de la Félibrée.
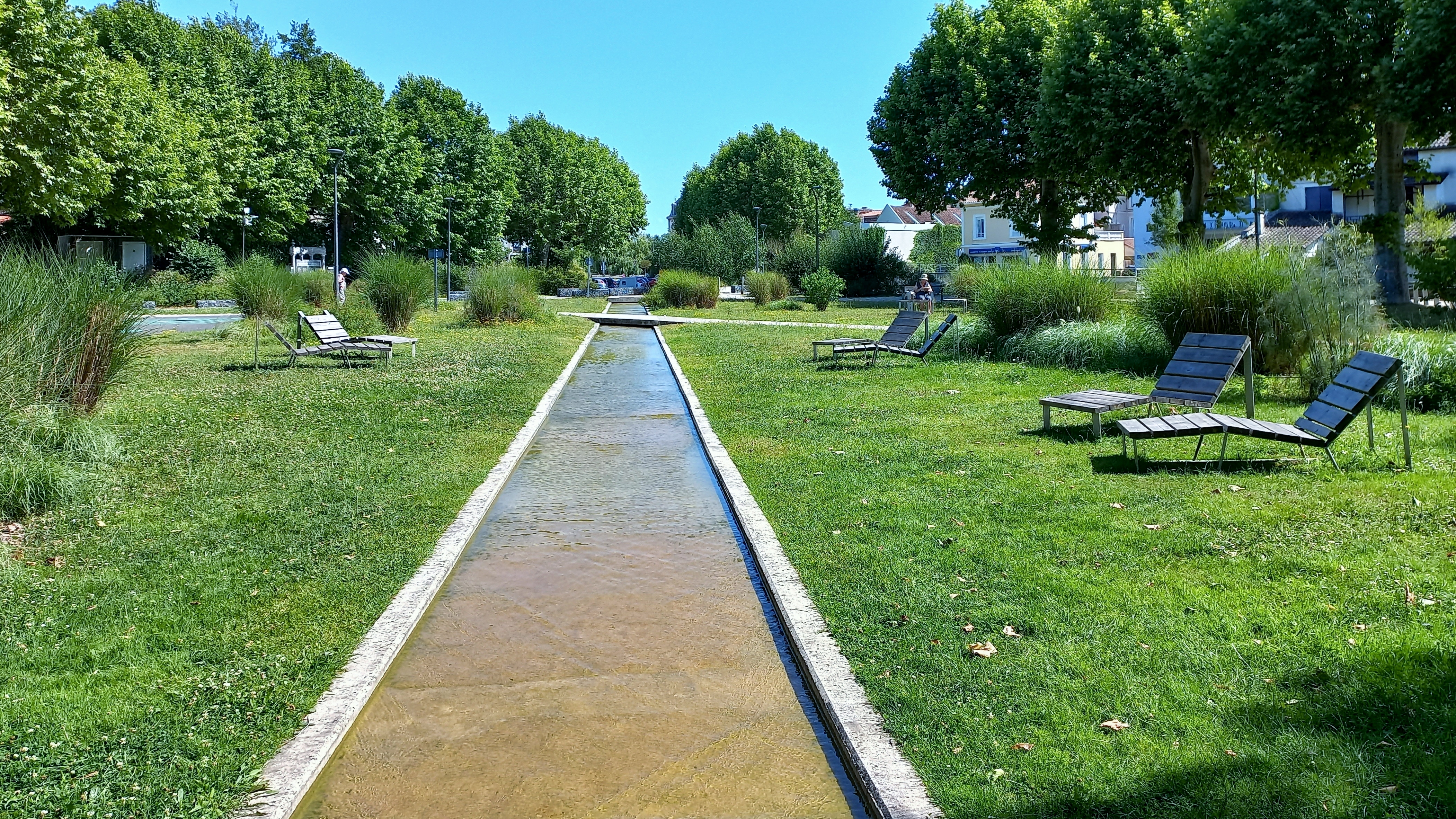
Espace Simone Veil.
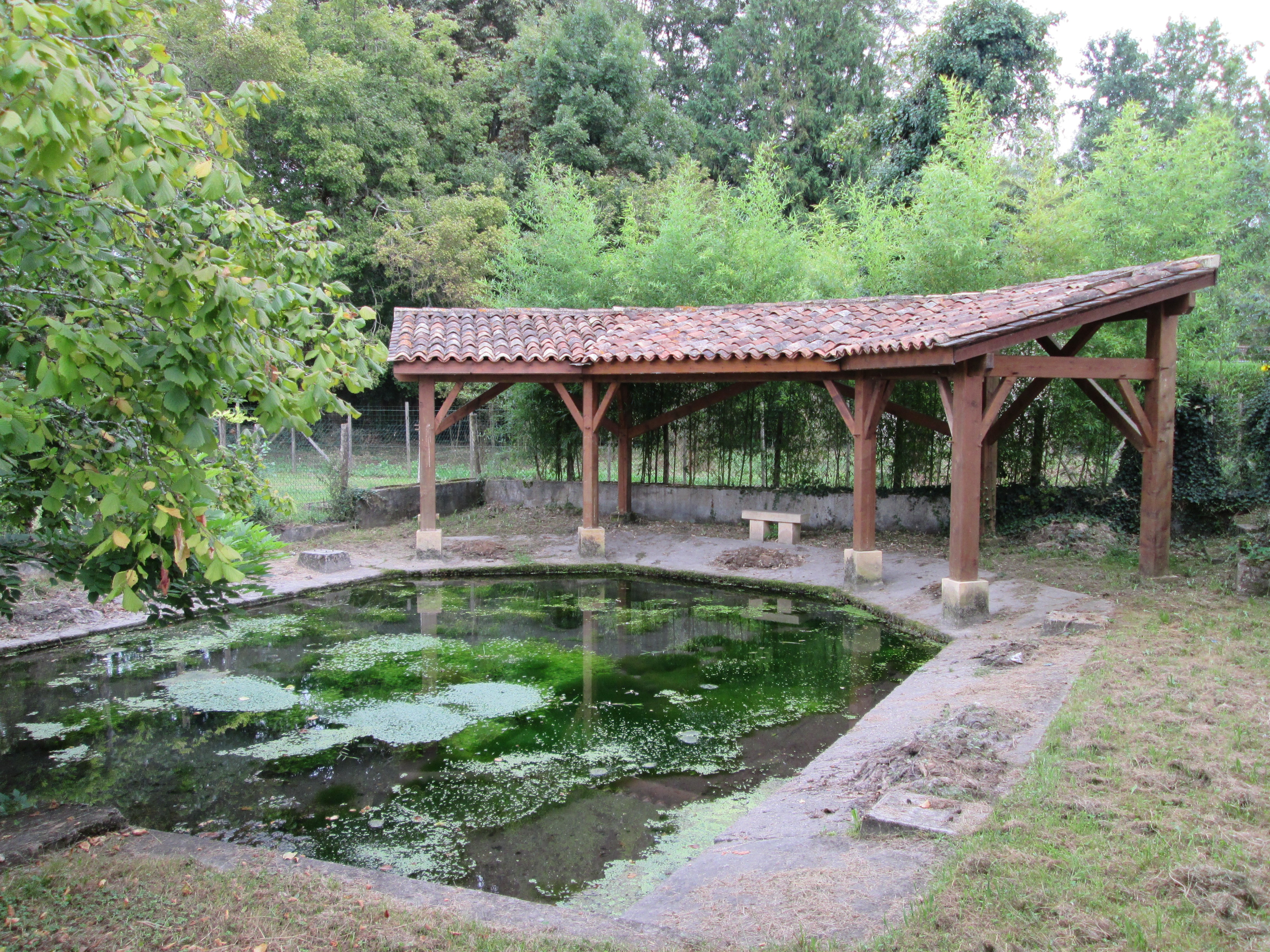
Ancien lavoir.

### Personnalités liées à la commune
- Nicolas Beaupuy (1750-1802), né à Mussidan, militaire et homme politique français.
- Michel de Beaupuy (1755-1796), né à Mussidan, général de la Révolution française.
- Guillaume-Joseph Chaminade (1761-1850), religieux, élève puis professeur au collège de Mussidan de 1771 à 1791[88] ; fondateur à Bordeaux, en 1817, de la Société de Marie (Marianistes) ; il a été béatifié le 3 septembre 2000[89].
- Auguste Chastanet (1825-1902), né à Mussidan, botaniste et poète.
- Madeleine Delbrêl (1904-1964), née à Mussidan, mystique chrétienne, assistante sociale, essayiste et poétesse.
- Antoine Duranthon (1736-1793), né à Mussidan, ministre, décapité sous la Révolution française.
- Philippe Maine (1830-1893), né à Mussidan, militaire.
- John Misaubin (1673-1734), né à Mussidan, médecin franco-anglais du XVIIIe siècle.
- Pierre Pontard (1749-1832), né à Mussidan, évêque constitutionnel et député français sous la Révolution française.
- Isaac Schneersohn (1879 ou 1881-1969), fondateur du Centre de documentation juive contemporaine (CDJC).
- Raymond Villechanoux (1899-1931), né à Mussidan, aviateur.

### Héraldique
| Blason de Mussidan | Blason  | D'azur à saint Georges monté sur un cheval terrassant un dragon couché, le tout d'or. |
| Blason de Mussidan | Détails | Le statut officiel du blason reste à déterminer.                                      |

## Pour approfondir